# قرار مجلس الأمن التابع للأمم المتحدة رقم 120
في قرار مجلس الأمن التابع للأمم المتحدة رقم 120، الذي اتخذ في 4 نوفمبر 1956، بالنظر إلى الحالة الخطيرة التي وضعها اتحاد الجمهوريات الاشتراكية السوفياتية في قمع الشعب الهنغاري لتأكيد حقوقه، وعدم توافر الإجماع بين أعضائه الدائمين، شعر المجلس بأنه قد منع من ممارسة مسؤوليته عن صون السلم والأمن الدوليين. وكحل، قرر المجلس الدعوة إلى عقد دورة استثنائية طارئة للجمعية العامة من أجل تقديم التوصيات المناسبة.
وقد اعتمد القرار بأغلبية عشرة أصوات مقابل صوت واحد ضده، من الاتحاد السوفيتي.